# Нафанаил (Стергиу)
Митрополи́т Нафанаи́л (греч. Μητροπολίτης Ναθαναήλ, алб. Mitropoliti Nathanail, в миру Константи́нос Стерги́у, греч. Κωνσταντίνος Στεργίου, впоследствии сменил фамилию на Айоритис, алб. Agjioriti; род. 1957, деревня Таксиархес, Греция) — епископ Албанской православной церкви, митрополит Амантийский, викарий Гирокастринской епархии. Старший секретарь Священного Синода Албанской православной церкви.

## Биография
В возрасте 17 лет поступил в монастырь Великая Лавра на Афоне. В 1978 году окончил Афониаду. В 1979 году в монастыре Великая Лавра принял монашество с именем Нафанаил в честь апостола Варфоломея, также именуемого Нафанаилом.
Поступил на богословский факультет Университета Аристотеля в Салониках, который окончил в 1982 году.
В том же году был рукоположен в сан иеродиакона, а в 1987 году — в сан иеромонаха епископом Родостольским Хризостомом (Анагностопулосом).
Жил на Афоне до 1991 года, когда после падения безбожного режима в Албании, отправился туда помогать возрождать церковную жизнь. С 1991 по 2011 год был пастырем и проповедником в Гирокастринской митрополии, а также учителем Гирокастрской церковной школы Святого Креста. Хорошо освоил албанский язык. При этом часто навещал родную Трикалу, где у него было много друзей.
19 января 2012 года решением Священного Синода Албанской православной церкви был единогласно избран викарием Гирокастринской епархии с титулом «Амантийский» с функциями ответственного за монастырское имущество Албанской православной церкви.
21 января того же года в Благовещенском соборе города Тираны состоялась его епископская хиротония, которую совершил архиепископ Тиранский и всея Албании Анастасий в сослужении всех прочих архиереев Албанской православной церкви. В соответствии с уставом Албанской православной церкви, он становился полноправным членом Синода.
7 апреля 2016 года решением Священного Синода Албанской православной церкви был возведён в сан митрополита.